# Mount Prospect
Mount Prospect im Cook County ist ein Vorort von Chicago im Nordosten des US-amerikanischen Bundesstaats Illinois und Bestandteil der Metropolregion Chicago.
Im Jahr 2000 hatte Mount Prospect 56.265 Einwohner; bis zur Volkszählung im Jahr 2010 verringerte sich die Einwohnerzahl auf 54.167. Das U.S. Census Bureau hat bei der Volkszählung 2020 eine Einwohnerzahl von 56.852 ermittelt.

## Geographie
Die Gemeinde Mount Prospect erstreckt sich über 26,42 km², die ausschließlich aus Landfläche bestehen. Mit einer durchschnittlichen Höhe von 204 m liegt sie höher als die Umgebung.
Mount Prospect liegt knapp 40 km nordwestlich des Stadtzentrums von Chicago. Der O’Hare International Airport, der größte Flughafen von Chicago, befindet sich 14,9 km südlich von Mount Prospect.
An Mount Prospect grenzen Prospect Heights im Norden, Northbrook im Nordosten, Glenview im Osten, Des Plaines im Südosten, der Flughafen Chicago O’Hare im Süden, Elk Grove Village im Südwesten, Schaumburg im Westen und Rolling Meadows im Nordwesten.
Mount Prospect liegt 22 km westlich des Michigansees, die Grenze zum Nachbarstaat Wisconsin befindet sich knapp 60 km nördlich von Mount Prospect.
Die nächstgelegenen Großstädte sind neben Chicago das 123 km nördlich gelegene Milwaukee in Wisconsin, Wisconsins Hauptstadt Madison (197 km nordwestlich) und Rockford (112 km westlich).

### Verkehr
Am südwestlichen Ortsrand verläuft der Interstate 90 von Chicago in Richtung Nordwest. Durch das Zentrum von Mount Prospect verläuft in nordwest-südöstlicher Richtung der U.S. Highway 14 und bildet die Hauptstraße des Ortes. Parallel dazu verläuft im Abstand von etwa einem Kilometer der U.S. Highway 12.
Durch Mount Prospect verläuft unmittelbar neben dem Highway 14 die zum METRA-System gehörende und von der Union Pacific Railroad betriebene Northwest Line, die die Stadt Woodstock mit dem Stadtzentrum von Chicago verbindet.

## Demografische Daten
Bei der offiziellen Volkszählung im Jahre 2000 wurde eine Einwohnerzahl von 56.265 ermittelt. Diese verteilten sich auf 21.585 Haushalte in 15.152 Familien. Die Bevölkerungsdichte lag bei 2129,8 Einwohnern pro Quadratkilometer. Es gab 8.112 Wohngebäude, was einer Bebauungsdichte von 835,8 Gebäuden je Quadratkilometer entsprach.
Die Bevölkerung bestand im Jahre 2000 aus 80,6 Prozent Weißen, 1,8 Prozent Afroamerikanern, 0,2 Prozent Indianern und 11,2 Prozent Asiaten und 4,1 Prozent anderen. 2,0 Prozent gaben an, von mindestens zwei dieser Gruppen abzustammen. 11,8 Prozent der Bevölkerung bestand aus Hispanics, die verschiedenen der genannten Gruppen angehörten.
23,0 Prozent waren unter 18 Jahren, 8,2 Prozent zwischen 18 und 24, 31,3 Prozent von 25 bis 44, 22,7 Prozent von 45 bis 64 und 14,8 Prozent 65 und älter. Das mittlere Alter lag bei 37 Jahren. Auf 100 Frauen kamen statistisch 98,9 Männer, bei den über 18-Jährigen 96,4.
Gemäß einer zwischen 2005 und 2007 vorgenommenen Schätzung betrug das mittlere Einkommen pro Haushalt betrug 65.120 US-Dollar, das mittlere Familieneinkommen 81.826 US-Dollar. Das mittlere Einkommen der Männer lag bei 44.585 US-Dollar, das der Frauen bei 32.218 US-Dollar. Das Pro-Kopf-Einkommen belief sich auf 26.464 US-Dollar. Rund 3,1 Prozent der Familien und 4,6 Prozent der Gesamtbevölkerung lagen mit ihrem Einkommen unter der Armutsgrenze.

## Städtepartnerschaft
Partnerstadt von Mount Prospect ist Sèvres in der französischen Region Île-de-France.

## Persönlichkeiten

### Söhne und Töchter der Stadt
- Ian Brennan (geb. um 1978) – Schauspieler, Drehbuchautor und Fernsehproduzent
- Lee DeWyze (geb. 1986) – Singer-Songwriter
- Jeff Blim (geb. um 1986) – Schauspieler

### Mit der Stadt verbunden
- Jennifer Morrison (geb. 1979) – Schauspielerin, besuchte in Mount Prospect die Schule